# Trichocolletes aeratus
Trichocolletes aeratus  is een vliesvleugelig insect uit de familie Colletidae. 
De bij wordt 10 tot 11 millimeter lang. De soort komt voor in Queensland, Australië.